# Rolf Singer
Rolf Singer (Schliersee, 23 de junho de 1906 - Schliersee, 18 de janeiro de 1994) foi um micologista alemão.